# Rekowski XI

Herb Rekowski XI

Rekowski XI (Gynz-Rekowski, Gynz) − hipotetyczny kaszubski herb szlachecki.

## Opis herbu
Opis z wykorzystaniem zasad blazonowania, zaproponowanych przez Alfreda Znamierowskiego:
W polu błękitnym miecz srebrny pomiędzy półksiężycem złotym w lewo z prawej i dwiema takimiż gwiazdami w słup z lewej. Klejnot nieznany, na hełmie sama korona. Labry błękitne, podbite złotem.

## Najwcześniejsze wzmianki
Hipotetyczny herb stworzony przez heraldyka niemieckiego Mülverstedta jako pierwotny herb Gynzów-Rekowskich.

## Rodzina Rekowskich
Rekowski to jedno z najbardziej znanych nazwisk kaszubskich. Pochodzi od wsi Rekowo. Wieś ta była od początku własnością odrębnych rodzin, które przyjmowały następnie wspólne nazwisko odmiejscowe. Wedle dokumentu z 1638 roku, powołującego się na przywilej z 1528 roku, w Rekowie siedziały rody: Wotoch, Stip, Dorzik, Mrozik oraz Fritz (Fritze, Friz). W XVIII-XIX wieku dzielili się na linie: Wantochów (Wotochów), Stypów, Wryczów (Wrycza) i Gynzów (Günz). Herb Rekowski XI to hipotetyczny pierwotny herb Gynzów-Rekowskich, zrekonstruowany na podstawie elementów ze środkowego pólka ich herbu. W rzeczywistości był to jeden z herbów Wryczów-Rekowskich.

## Herbowni
Rekowski (Reckowski, Reckowsky, Rekoskie, Rekowsky) z przydomkiem Gynz (Ginz, Güntz, Günz), według Pragerta właściwie z przydomkiem Wrycz.
Zarówno Rekowscy-Gynzowie i Wryczowie jak i bez przydomków, notowani byli z szeregiem innych herbów. Pełna lista w haśle Rekowski.